# На честь сщмч. Володимира чоловічий монастир (Кривий Ріг)
На честь сщмч. Володимира чоловічий монастир — православний чоловічий монастир у Кривому Розі, однойменній єпархії УПЦ (МП). Монастир заснований за рішенням синоду РПЦвУ 27 квітня 1996 року, на прохання архієпископа Іринея. Початковим розташуванням було місто Верхньодніпровськ, община функціонувала при місцевій церкві Успіння Божої Матері. Покровителем монастиря був митрополит Київський Володимир.
У 1996 було засновано єпархію у Кривому Розі. У 1997 за ініціативою її ординарія єпископа Єфрема, який також був почесним керівником монастиря, монастир переїхав до групи будівель колишнього диспансеру і лікарні в Кривому Розі, побудованих в 1916. Ансамбль будівель було пристосовано до потреб спільноти: звели дзвіницю, житловий будинок, влаштували домашню церкву, недільну школу, бібліотеку та трапезну. Домашню церкву Володимира висвятив 7 лютого 1998 року митрополит Київський і Галицький Володимир. 8 квітня 2008 розпочато будівництво окремої церкви Успіння Божої Матері.